# Physical (canción de Dua Lipa)
«Physical» es una canción interpretada por la cantante albanobritánica Dua Lipa. Se lanzó el 31 de enero de 2020, a través de Warner Bros. Records como el segundo sencillo de su segundo álbum de estudio Future Nostalgia. El tema fue compuesto por la propia cantante junto a Sarah Hudson, Clarence Coffee Jr y Jason Evigan.

## Antecedentes y lanzamiento

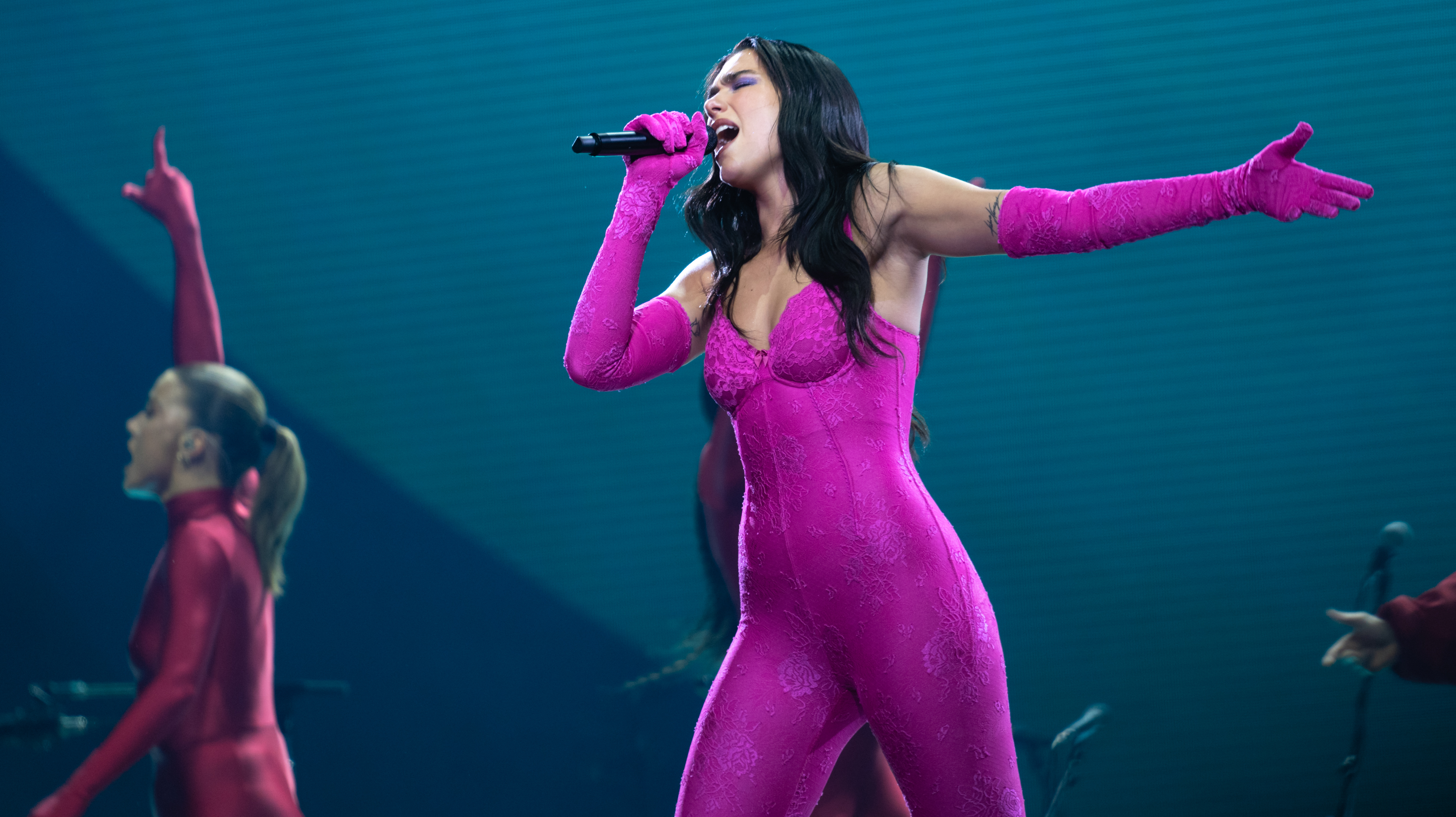
Dua Lipa en el O2 Arena, Londres (2 de mayo de 2022).

«Physical» se confirmó por primera vez como una pista en Future Nostalgia después de que Warner Records filtró accidentalmente un anuncio de Spotify que escribió «presentando las pistas 'Physical', 'Future Nostalgia' y 'Don't Start Now». Lipa insinuó por primera vez sobre la canción el 20 de enero de 2020 con un tuit que decía «recuerda los signos...» y otro un día después con el título «otro día más cerca».  Los siguientes dos días, ella publicó fotos de sí misma bailando acompañada de la presunta letra de la canción. La cantante finalmente reveló la portada y la fecha de lanzamiento de la canción el 24 de enero de 2020. La portada muestra a Lipa arrodillada en el suelo con botas estampadas de animales y un vestido negro con figuras en forma de luna.

## Música y letras
El tema está escrito por Lipa, Sarah Hudson, Clarence Coffee Jr y Jason Evigan mientras que la producción fue llevada a cabo por el último, junto a Koz. «Physical» es una canción pop, electropop, dance pop, power pop y synth-pop, con elementos Italo disco y dark wave. Está compuesto en tiempo 4
4 con tono de La menor con un tempo de 148 latidos por minuto y una progresión de acordes de Am–F–C–G. Rania Aniftos de Billboard describió la canción como «un amor fuera de este mundo a un ritmo pegadizo y tecno». La misma cantante reveló que la canción se inspiró en los años 80. Según Lipa, la letra trata sobre la sensación inicial de enamorarse cuando «estás en la fase de luna de miel y todo es emocionante y divertido». También aborda el empoderamiento de las mujeres.

## Recepción

### Comentarios de la crítica
Cerys Kenneally de The Line of Best Fit elogió la canción por ser una «nueva y poderosa explosión», mientras que Althea Legaspi de Rolling Stone la describió como «lista para el club» y pensó que la cantante emuló los sentimientos de Olivia Newton-John en su canción de 1981 del mismo nombre. James Rettig en Stereogum también notó el parecido lírico con la canción de Newton-John.

### Premios y nominaciones
| Año  | Premiación               | Categoría                     | Resultado | Ref.          |
| ---- | ------------------------ | ----------------------------- | --------- | ------------- |
| 2020 | LOS40 Music Awards       | Mejor videoclip internacional | Nominado  | [ 27 ]        |
| 2020 | MTV Video Music Awards   | Mejor dirección artística     | Nominado  | [ 28 ] [ 29 ] |
| 2020 | MTV Video Music Awards   | Mejores efectos especiales    | Ganador   | [ 28 ] [ 29 ] |
| 2020 | MTV Video Music Awards   | Mejor coreografía             | Nominado  | [ 28 ] [ 29 ] |
| 2020 | NRJ Music Awards         | Canción internacional del año | Nominado  | [ 30 ] [ 31 ] |
| 2020 | NRJ Music Awards         | Videoclip del año             | Nominado  | [ 30 ] [ 31 ] |
| 2021 | iHeartRadio Music Awards | Mejor coreografía             | Nominado  | [ 32 ]        |
| 2021 | Premios Brit             | Sencillo británico            | Nominado  | [ 33 ]        |

## Video musical
El video musical que acompaña a «Physical» fue dirigido por Lope Serrano. Se basó en Order and Cleanliness (1981), un diagrama conceptual de los artistas suizos Peter Fischli y David Weiss, el cual contiene cuatro conceptos universales principales; ser humano, emociones, animales y materia. Serrano incorporó los conceptos en el video, combinándolos con colores primarios e intersectándolos dentro de las escenas. Kaylie Ramírez de The Heights comentó que el video tiene todos los elementos de un desfile. Serrano elogió a Lipa por estar «abierta a explorar un concepto y exprimirlo sin límites».
Un adelanto, también dirigido por Serrano, se estrenó antes del video oficial. En el teaser, Lipa resuelve un cubo de Rubik mientras mira por la ventana de un apartamento, descrito por Brian O'Flynn de i-D como una «alegoría para reunir todas las categorías de colores en armonía». El video musical se estrenó el 31 de enero de 2020, en el canal de YouTube de la cantante.

### Sinopsis y análisis
El video comienza con Lipa interactuando con un bailarín frente a ella, sacando su corazón de su pecho en una animación estilo anime. Luego proceden a actuar junto a otros bailarines, moviéndose a través de una serie de secciones clasificadas por colores; rojo, amarillo, azul, verde y arcoíris. Cada bailarín usa ropa que contiene lemas en relación con estas secciones; términos como 'válvula , 'bujía y 'limusina se ven donde se cruzan los conceptos 'ser humano' y 'materia'. Se hacen referencias al concepto 'animal', con las palabras canguro y pescado. Lipa usa una camiseta sin mangas diseñada por Helmut Lang y jeans de corte recto, que cambian de color a lo largo del video. En él la intérprete también, persigue a un pájaro animado en varias escenas. También se la ve reclinada en un automóvil azul en varios puntos del video, así como patinar sobre una placa de piso giratoria amarilla. El video concluye con los bailarines inundando el medio de un escenario y rodeando a Lipa, quien usa un vestido negro diseñado por Yves Saint Laurent.

## Remezcla de Mark Ronson
Un remix de «Physical» de Mark Ronson, con Gwen Stefani, se incluye en el álbum de remixes creado por DJ Mix de Lipa y The Blessed Madonna, Club Future Nostalgia, lanzado el 28 de agosto de 2020, mientras que la versión sin mezclar se lanzó el 11 de septiembre de 2020, junto con la edición estándar del álbum. Después de ser contactada para una muestra de «Hollaback Girl» en el remix de «Hallucinate» de Mr. Fingers, Stefani expresó su deseo de estar en el álbum. Ronson y The Blessed Madonna incorporaron rápidamente un lugar para ella en «Physical», poco después.

## Créditos y personal
Créditos adaptados de Tidal.
- Dua Lipa - voz, composición
- Sarah Hudson - composición, coros
- Jason Evigan - productor, composición, batería, ingeniero, sintetizador, productor vocal
- Clarence Coffee Jr - composición, coros
- Koz - productor, batería, sintetizador
- Matt Snell - ingeniero asistente
- Will Quinnell - asistente de maestro
- Todd Clark - coros
- Daniel Moyler - ingeniero
- Gian Stone - ingeniero, productor vocal
- Chris Gehringer - maestro
- Matty Green - mezclador
- Lorna Blackwood - programador, productor vocal
- Cameron Gower Poole - ingeniero vocal

## Posicionamiento en listas
| Listas (2020-21)                               | Mejor posición |
| ---------------------------------------------- | -------------- |
| Argentina (Argentina Hot 100)                  | 89             |
| Argentina (Monitor Latino)                     | 18             |
| Alemania (Media Control Charts)                | 14             |
| Australia (ARIA)                               | 9              |
| Austria (Ö3 Austria Top 40)                    | 13             |
| Bélgica (Ultratop 50) Flanders                 | 3              |
| Bélgica (Ultratop 50) Wallonia                 | 6              |
| Bolivia (Monitor Latino)                       | 10             |
| Bulgaria (PROPHON)                             | 1              |
| Canadá (Canadian Hot 100)                      | 54             |
| Chile (Monitor Latino)                         | 12             |
| CIS (Tophit)                                   | 9              |
| Colombia (National-Report)                     | 85             |
| Corea del Sur (Gaon)                           | 127            |
| Croacia (HRT)                                  | 1              |
| Ecuador (National-Report)                      | 27             |
| El Salvador (Monitor Latino)                   | 19             |
| Escocia (Official Charts Company)              | 3              |
| Eslovaquia (Radio Top 100)                     | 14             |
| Eslovaquia (Singles Digitál Top 100)           | 10             |
| Eslovenia (SloTop50)                           | 1              |
| España (PROMUSICAE)                            | 24             |
| Estados Unidos (Billboard Hot 100)             | 60             |
| Estados Unidos (Dance Club Songs)              | 20             |
| Estados Unidos (Rolling Stone Top 100)         | 38             |
| Estonia (Eesti Ekspress)                       | 10             |
| Unión Europea Europa Digital Songs (Billboard) | 3              |
| Finlandia (Suomen virallinen lista)            | 8              |
| Francia (SNEP)                                 | 34             |
| Grecia (International Digital Singles)         | 9              |
| Hungría (Single Top 40)                        | 3              |
| Hungría (Stream Top 40)                        | 7              |
| Irlanda (IRMA)                                 | 2              |
| Islandia (Tonlist)                             | 25             |
| Israel (Media Forest)                          | 1              |
| Italia (FIMI)                                  | 39             |
| Líbano (Lebanese Top 20)                       | 1              |
| Lituania (AGATA)                               | 6              |
| México Airplay (Billboard)                     | 8              |
| Noruega (VG-lista)                             | 21             |
| Nueva Zelanda Hot Singles (RMNZ)               | 39             |
| Países Bajos (Dutch Top 40)                    | 4              |
| Países Bajos (Single Top 100)                  | 15             |
| Paraguay (Monitor Latino)                      | 12             |
| Polonia (Polish Airplay Top 100)               | 1              |
| Portugal (AFP)                                 | 24             |
| Reino Unido (UK Singles Chart)                 | 3              |
| República Checa (Rádio Top 100)                | 4              |
| República Checa (Singles Digitál Top 100)      | 13             |
| Rumania (Airplay 100)                          | 6              |
| Rusia Airplay (Tophit)                         | 7              |
| Singapur (RIAS)                                | 17             |
| Suecia (Sverigetopplistan)                     | 42             |
| Suiza (Schweizer Hitparade)                    | 15             |
| Ucrania Airplay (Tophit)                       | 53             |

| Listas (2020—2021)                           | Mejor posición |
| -------------------------------------------- | -------------- |
| Francia (SNEP)                               | 116            |
| Nueva Zelanda New Zealand Hot Singles (RMNZ) | 33             |

## Certificaciones
| País (organismo certificador) | Certificación | Unidades certificadas |
| ----------------------------- | ------------- | --------------------- |
| Alemania (BVMI)               | Oro           | 200 000               |
| Bélgica (BEA)                 | Platino       | 40 000                |
| Brasil (Pro-Música Brasil)    | Diamante      | 160 000               |
| Canadá (Music Canada)         | Platino       | 80 000                |
| España (PROMUSICAE)           | Platino       | 40 000                |
| Estados Unidos (RIAA)         | Oro           | 500 000               |
| Francia (SNEP)                | Oro           | 100 000               |
| Italia (FIMI)                 | Platino       | 70 000                |
| Nueva Zelanda (RIANZ)         | Oro           | 15 000                |
| Polonia (ZPAV)                | 2x Platino    | 40 000                |
| Portugal (AFP)                | Oro           | 10 000                |
| Reino Unido (BPI)             | Platino       | 600 000               |

## Historial de lanzamiento
| País        | Fecha                | Versión                    | Formato  | Discográfica | Ref     |
| ----------- | -------------------- | -------------------------- | -------- | ------------ | ------- |
| Varios      | 31 de enero de 2020  | Descarga digital streaming | Original | Warner Music | [ 25 ]  |
| Reino Unido | 31 de enero de 2020  | Contemporary hit radio     | Original | Warner Music | [ 111 ] |
| Australia   | 2 de febrero de 2020 | Contemporary hit radio     | Original | Warner Music | [ 112 ] |